# Калліхоре (супутник)
Калліхоре (грец.ΙΚαλλιχόρη) (англ. Kallichore) — нерегулярний супутник Юпітера, відомий також як Юпітер XXIII.

## Відкриття
Відкритий 2003 року групою астрономів з Гавайського університету під керівництвом Скотта Шеппарда. Отримав тимчасову назву S/2003 J 11.
2002 року отримав офіційну назву Калліхоре — по імені персонажа давньогрецької міфології.

## Орбіта
Супутник за 764,7 земних діб здійснює повний оберт навколо Юпітера на відстані приблизно 24 043 000 км. Орбіта має ексцентриситет ~0,264.
Супутник належить до Групи Карме — нерегулярних супутників, які обертаються на орбітах висотою від 23 до 24 Гм від Юпітера, і мають нахил орбіт приблизно 160 градусів.

## Фізичні характеристики
Діаметр приблизно 5,2 кілометрів, альбедо 0,04. Оцінна густина 2,6 г/см³.